# 작은 사령관 2: 강대국들의 충돌
작은 사령관 2: 강대국들의 충돌(Little Commander 2: Clash of Powers)은 중화인민공화국의 캣 스튜디오가 개발한 iOS, 안드로이드 전용으로 나온 타워 디펜스 게임이다.

## 나라
- 독수리 연방(Eagle Federal)
- 용 제국(Dragon Empire)
- 독사 군단(Viper Legion)

## 포탑
- 개틀링 탑(Gatling Tower)
- 냉각 탑(Frozen Tower)
- 미사일 탑(Missile Tower)
- 화염 탑(Flame Tower)
- 레이다(Radar)
- 대공 탑(Anti-air Tower)
- 대포 탑(Cannon Tower)
- 프리즘 탑(Prism Tower)
- HMG 탑(HMG Tower)
- 아스팔트 탑(Asphalt Tower)
- 지뢰 탑(Mine Tower)
- 방사선 탑(Radiation Tower)
- 증진 탑(Enhance Tower)
- 레이저 탑(Laser Tower)
- 레일건 탑(Railgun Tower)
- ICBM 탑(ICBM Tower)

## 적
- 대공 포병(Flak Trooper)
- 대공 전차(Anti-air Tank)
- 해머 전차(Hammer Tank)